# Pigmejska svinja
Pigmejska svinja (lat. Porcula salvania, prije poznata kao Sus salvanius) je kritično ugrožena vrsta svinje koja je nekada obitavala širom Butana, Nepala i Indije, a danas je preostalo tek oko 150 jedinki (ili manje) u indijskoj državi Assam.

## Odlike
Pigmejske svinje su duge od 55 do 71 cm i imaju visinu od tek 20-30 cm s repom od oko 2,5 cm. Teške su od 6,6 do 11,8 kg i imaju tamno smeđe do crnog krzna. Prasad se rađaju sivo-ružičasta i postaju smeđa sa žučkastim prugama duž tijela. Glava im se oštro sužava i imaju malenu krijestu grive na čelu i stražnjoj strani vrata. Odrasli mužjaci imaju vidljive očnjake s obje strane usta. Žive oko 8 godina, a spolno su zreli s jednom do dvije godine života. Kote se sezonski prije sezone monsuna i to donoseći na svijet 3 do 6 praščića nakon gastacije od 100 dana. U divljini prave malena gnijezda kopajući malene jarke i pokrivajući ih vegetacijom. Tijekom vrućina provode dan u ovim gnijezdima. Hrane se korijenjem, lukovicama, insektima, glodavcima i malim reptilima.

## Taksonomija i klasifikacija
Izvornu ju je Brian Houghton Hodgson svrstao u zaseban rod svinja, Porcula, no kasnije je premještena u rod svinja Sus i nazvana je Sus salvanius. Genetskim istraživanjem velikog dijela mitohondrijske DNK 2007. godine, dokazano je kako je prethodna klasifikacija u zaseban rod opravdana, te joj je vraćen izvorni rod i vrsta je nazvana Porcula salvania, što je općeprihvaćeno. Naziv salvania potječe od naziva šume sala (Shorea robusta) u kojoj je izvorno otkrivena ova vrsta.

## Ugroženost i zaštita
Pigmejska svinja je jedini predstavnik roda Porcula, zbog čega je očuvanje ove kritično ugrožene vrste važno za očuvanje jedinstvene evolucijske grane svinja. Jedina vitalna populacija ovih svinja je u Nacionalnom parku Manas, ali i njoj prijete krivolov, lokalna stoka, požari i tigrovi, ali i sve veća brojnost divljih svinja (Sus scrofa cristatus) u Indiji. Država je zaštitila ove svinje strogim zakonom o zabrani lova iz 1972., ali njihova zaštita nema veliku podršku javnosti.
U zoološkim vrtovima Europe ova vrsta je bila prisutna od konca 19. st., ali njihove populacije nisu preživjele. Njihovo razmnožavanje u zatočeništvu je ustanovljeno tek 1995. godine osnivanjem Programa za konzervaciju ove vrste (Pygmy Hog Conservation Programme, PHCP) u Assamu.